# L'Île aux feuilles
 (mai 2018).
Si vous disposez d'ouvrages ou d'articles de référence ou si vous connaissez des sites web de qualité traitant du thème abordé ici, merci de compléter l'article en donnant les références utiles à sa vérifiabilité et en les liant à la section « Notes et références ».
L'Île aux feuilles (Tumble Leaf en VO) est une série d'animation américaine diffusé le 23 mai 2014 en anglais sur Amazon Video.
Tournée en stop motion, elle est basée sur le court métrage Miro. Elle a été créée par l'animateur Drew Hodges et le studio  Bix Pix Entertainment.